# ドットブロット

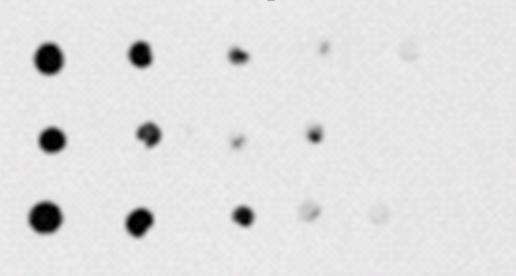
典型的なドットブロットメンブレン。ドットが濃いほどタンパク質が多いことを示す。

ドットブロット（英: dot blot）またはスロットブロット（英: slot blot）とは、タンパク質を検出するための分子生物学の手法である。これは、検出対象のタンパク質を電気泳動で分離しないことを除いて、ウェスタンブロット法を簡略化したものである。その代わり、サンプルをメンブレン（膜）上の一個所に直接塗布し、ブロッティング手順を行う。
この技術は、クロマトグラフィーまたはゲル電気泳動のように時間を大幅に節約し、ゲルの複雑なブロッティングの手順が不要である。ただし、標的のタンパク質分子のサイズに関する情報は得られない。

## 用途
ドットブロットの実行は、ウェスタンブロットの実行と考え方が似ているが、より速いスピードとコストが低いという利点がある。
また、ドットブロットは、抗体の結合能力をスクリーニングするためにも用いられる。

## 方法
一般的なドットブロットの手順は、1～2マイクロリットルのサンプルをニトロセルロースまたはPVDFのメンブレンにスポットし（染み込ませる）、風乾させる。サンプルは、組織培養上清、血清、細胞抽出液、またはその他の標本の形をとることができる。
非特異的な結合を防ぐために、メンブレンをブロッキングバッファー内でインキュベート（恒温放置）する。次に一次抗体とインキュベートし、続いて検出抗体または検出分子（一般的にはHRPまたはアルカリホスファターゼ）に結合した一次抗体とインキュベートする。抗体が結合した後、メンブレンを化学発光基質とともにインキュベートして画像形成する。

## 装置
従来法のドットブロットは、ニトロセルロースやPVDFのメンブレン小片上で行なう。タンパク質サンプルをメンブレンにスポットした後、メンブレンをプラスチック容器に入れ、シェーカー上でブロッキングバッファー、抗体溶液、または洗浄バッファー中で順次インキュベートする。最後に、化学発光イメージングのために、酵素基質で満たされた透明プラスチックフィルムでメンブレン小片を包む必要がある。
吸引アシスト付ドットブロット装置は、サンプルウェル間の良好な密閉性、廃液の保持、吸引力を確保するために、数層のプレートの間に組み立てられたメンブレンの下から吸引を使って溶液を抜き取ることで、洗浄とインキュベーションのプロセスを容易にする。化学発光シグナルの検出では、装置を分解してメンブレンを取り出し、透明プラスチックフィルムで包む必要がある。

## 参照項目
- サザンブロット
- ノーザンブロット
- ウェスタンブロット
- サウスウェスタンブロット